# Epidemia de opioides
La epidemia de opiáceos, también conocida como la crisis de los opiáceos, es el rápido aumento en el uso excesivo, mal uso/abuso y muertes por sobredosis atribuidas en parte o en su totalidad a la clase de drogas opiáceos/opioides desde la década de 1990. Incluye las importantes consecuencias médicas, sociales, psicológicas y económicas del abuso médico, no médico y recreativo de estos medicamentos.
Los opioides son una clase diversa de analgésicos moderados a fuertes, que incluyen oxicodona (comúnmente vendida bajo los nombres comerciales OxyContin y Percocet), hidrocodona (Vicodin, Norco) y fentanilo, que es un analgésico muy fuerte que se sintetiza para parecerse a otros opiáceos como morfina y heroína derivadas del opio. La potencia y disponibilidad de estas sustancias, a pesar del riesgo potencial de adicción y sobredosis, las ha hecho populares como tratamientos médicos y como drogas recreativas. Debido a los efectos sedantes de los opioides en el centro respiratorio del bulbo raquídeo, los opioides en dosis altas presentan el potencial de depresión respiratoria y pueden causar insuficiencia respiratoria y muerte.
Los opioides son altamente efectivos para tratar el dolor agudo, pero existe un fuerte debate sobre si son efectivos para tratar el dolor crónico o intratable de alto impacto, ya que los riesgos pueden superar los beneficios

## Situación por países

### Canadá
En 1993, una investigación realizada por el forense jefe de la Columbia Británica identificó un "número desmesuradamente alto" de muertes relacionadas con las drogas, de las cuales hubo 330. En 2017, hubo 1473 muertes en la Columbia Británica y 3996 muertes en Canadá en su conjunto.
Después de Estados Unidos, Canadá fue identificado en 2015 como el segundo usuario per cápita más alto de opioides recetados. En Alberta, las visitas al departamento de emergencias como resultado de una sobredosis de opiáceos, atribuibles tanto a opioides recetados como ilícitos, específicamente fentanilo y análogos de fentanilo, aumentaron un 1000 % en los cinco años anteriores. El Instituto Canadiense de Información sobre la Salud descubrió que, si bien un tercio de las sobredosis en general fueron intencionales, entre las personas de 15 a 24 años, casi la mitad fueron intencionales. En 2017, hubo 3987 muertes relacionadas con opioides en Canadá, el 92 % de estas muertes no fueron intencionales. El número de muertes relacionadas con fentanilo o análogos de fentanilo aumentó un 17 % en comparación con 2016. Entre abril y diciembre de 2020, hubo un aumento del 89 % en las muertes relacionadas con los opioides en comparación con 2019. En Saskatoon, Saskatchewan, se experimentó un mes récord en sobredosis de opioides en mayo de 2020 causado, según explicaron las autoridades, por una combinación de drogas tóxicas cada vez mayores y la cuarentena de la pandemia de COVID-19 que mantiene a las personas alejadas de sus familias y de los servicios de salud mental necesarios. Más de 28 800 Servicios Médicos de Emergencia (EMS, por sus siglas en inglés) respondieron a posibles crisis de salud relacionadas con los opioides entre enero y diciembre de 2020 después de que comenzara la pandemia de COVID-19. En mayo de 2020, Medavie Health Services proporcionó más de 250 servicios de ambulancia por sobredosis, administrando el antagonista de opioides en aerosol nasal Narcan (naloxona) en números récord.

### México
Durante la crisis de fentanilo de 2023, aparecieron  en México reportajes de Sky News y Channel 4 News que señalaban fuertemente a México, en respuesta José Rafael Ojeda Durán, secretario de la Marina, negó “totalmente” que se produzca fentanilo en México y culpó a la DEA.